# Johann Adam Richter
Johann Adam Richter  (* 11. Mai 1733 in Gersfeld; † 9. Juli 1813 in Kiel) war ein deutscher Zimmermann und Baumeister.

## Leben und Wirken
Johann Adam Richters Vorfahren wirkten nachweislich ab dem frühen 17. Jahrhundert als Handwerker in Gersfeld. Er selbst war ein Sohn des Gersfelder Zimmermanns Nikolaus Richter (* 21. Oktober 1703 in Sandberg; 8. September 1770 in Gersfeld) und dessen Ehefrau Maria Catharina, geborene Drott (* 25. Februar 1710 in Gersfeld; 7. Juni 1779 ebenda). Ihr Vater Hans Drott arbeitete als Gastwirt. Richter hatte einen Bruder namens Peter Richter.
Richter selbst sagte, dass er als junger Mann zahlreiche Städte und Länder bereist habe. Es handelte sich dabei vermutlich um die Wanderszeit als Zimmermannsgeselle. Er besuchte Berlin, Prag, Wien, Würzburg, Schwaben, Lothringen, in das Elsass, in das Rheinland und die Pfalz. Als Zwanzigjähriger ging er nach Hamburg, wo die St. Michaeliskirche entstand. Richter beteiligte sich als Bauconducteur unter Johann Leonhard Prey und Ernst Georg Sonnin an den Arbeiten.
1762 wechselte Richter als Baumeister im Großfürstlichen Anteil von Holstein in Kiel zum russischen Großfürsten. 1763 wurde er hier Bauinspektor. 1773 wechselte er aufgrund des russisch-dänischen Tauschvertrags zum dänischen König. 1779 wurde er zum „Landbaumeister in Kielischen Landen“ ernannt. Am 29. Dezember 1804 erhielt er 400 Taler Gage und ging in den Ruhestand.
Richter baute in Kiel ein eigenes Haus, in dem er seit 1782 wohnte. Das zweigeschossige Haus aus Backstein wurde „Seeburg“ genannt. Er veräußerte das Anwesen, vermutlich 1803, an Graf Christian zu Rantzau, den Kurator der Universität. Anschließend erwarb er den sogenannten „Wilkens Hof“, der sich am Langen Segen in Brunswick befand und in dem er starb.

## Bauwerke

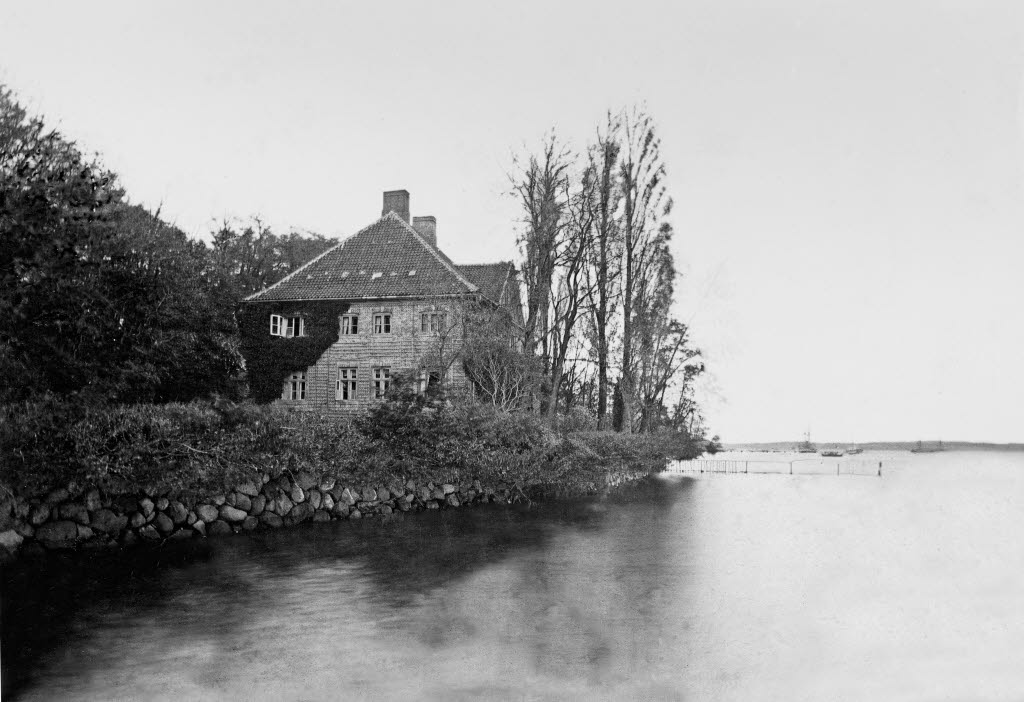
Die 1783–1784 errichtete Seeburg in Kiel

Richter arbeitete konsequent mit Backsteinen in barocken Formen, ließ aber auch Elemente des Klassizismus einfließen. In seiner Formensprache lehnte er sich an Johann Conrad Schlaun und Sonnin an. Von Schlaun übernahm er die unorthodoxe Lösung der gerundeten Ecken, die von Pilastern eingespannt waren. Für gliedernde und dekorierende Elemente verarbeitete Richter auch Sandstein.
In Richters späten Werken ist oftmals die von Leonhard Christoph Sturm erdachte „deutsche Ordnung“ bei der Gliederung von Wänden zu finden. Dazu gehörten der Festsaal des Herrenhauses Schierensee und die Altäre der Kanzeln in Schönberg und Kappeln. Bei ländlichen Bauwerken in Holstein, die er in seinen letzten Lebensjahren schuf, etablierte er verbindlich den Ziegelbau, der den Lehmfachwerkbau ersetzte.
Richter war ein bedeutender Baumeister protestantischer Kirchen. 1771/72 stellte er die Kirche von Großenaspe fertig, deren Bau Johann Gottfried Rosenberg begonnen hatte. Von 1780 bis 1784 schuf er die neue Kirche von Schönberg. 1787 übernahm er den Umbau der frühgotischen St.-Katharinen-Kirche von Probsteierhagen und ergänzte diese um einen barocken Seitenflügel. Die Anbindung des neuen Turmes an das Kirchenschiff ist jedoch nicht vollkommen gelungen. Sein bestes Bauwerk schuf er von 1789 bis 1793 mit der neuen Kirche von Kappeln.
Richter baute nicht nur Kirchen, sondern auch Gutsanlagen und Bürgerhäuser. Von 1774 bis 1778 erstellte er für Caspar von Saldern das Herrenhaus Schierensee mit Gutsanlage. Hier arbeitete er mit einer eigenwilligen, aber geschickten Aufteilung der Räume. Die Fassade zeigt lebhafte Gegensätze von warmroten Backsteinen und weiß geschlämmten Pilastern.
1785 dekorierte Richter den ovalen Kuppelsaal des Herrenhauses Rundhof neu. Die Stuckaturen schuf F. A. Tadei. Hier zeigte sich Richter als guter Innenarchitekt. Von 1772 bis 1775 baute er im Auftrag von Saldern das Gut Annenhof, 1779 eine Wassermühle in Wellingdorf. Hinzu kamen mehrere, unbedeutendere Wohn- und Schulhäuser. Dabei arbeitete er gediegen, plastisch und rustikal.

## Familie
Am 30. Mai 1766 heiratete Richter Margareta Sophia Reinken, die am 25. Dezember 1766 in Kiel starb. Am 21. April 1767 heiratete er in zweiter Ehe Auguste Dorothea Pfeffer, die vor 1813 starb. Ihr Vater Johann Sebastian Pfeiffer arbeitete in Kiel als Hofsattler.
Aus beiden Ehen gingen sechs Kinder hervor.